# Knut Hartwig (Schauspieler)
Knut Hartwig (* 16. September 1891; † 12. Februar 1977) war ein deutscher Schauspieler und Synchronsprecher.

## Leben
Hartwig begann seine schauspielerische Laufbahn beim Theater, wo er auch immer wieder Arbeit fand – so etwa am Oldenburgischen Staatstheater und nach Kriegsende im Theaterclub im British Centre Berlin.
Daneben war er seit seinem Debüt in dem Film Ich für dich – Du für mich in der Rolle eines Siedlers und seiner Mitwirkung als Gutsbesitzer in dem 1934 gedrehten Film Glückspilze ein viel beschäftigter Darsteller des deutschen Tonfilms. Hartwig trat fast ausschließlich in Nebenrollen auf, war aber im Charakterfach in zahlreichen großen Filmproduktionen seiner Zeit präsent. Er spielte in Komödien wie Paradies der Junggesellen, Kriminalfilmen wie Dr. Crippen an Bord, Historienfilmen wie Der große König, in den Zarah-Leander-Filmdramen Der Weg ins Freie und Damals. Hartwig stand 1944 in der Gottbegnadeten-Liste des Reichsministeriums für Volksaufklärung und Propaganda.
Nach Kriegsende konnte Hartwig diese Karriere nahtlos fortsetzen. Er war in Ehe im Schatten zu sehen, der sich mit der NS-Vergangenheit und dem Schicksal des Schauspielers Joachim Gottschalk befasst, in Dr. Semmelweis – Retter der Mütter und neben Heinz Rühmann in Der Jugendrichter.
Einem breiten Publikum wurde Hartwig nicht als Schauspieler, sondern als Sprecher vertraut. Er war in zahlreichen Hörfunkproduktionen zu hören (u. a. als „von Borcke“ in einer SFB-Inszenierung von Effi Briest) und arbeitete von 1948 bis zu seinem Lebensende umfangreich in der Filmsynchronisation. Seine Stimme klang mit den Jahren brüchig und verbraucht, sodass er gern für kranke und alte Figuren eingesetzt wurde. Er lieh seine Stimme John Carradine (Gespensterparty), Jack MacGowran (Doktor Schiwago), John McIntire (Elmer Gantry), Alan Napier (36 Stunden), Gig Young (Die drei Musketiere) und auch vielen Zeichentrickfiguren wie „Mr. Sexton“ (John Fiedler) in Disneys Robin Hood und zuletzt 1976 dem „Ehrwürdigen“ (Gérard Hernandez) in Asterix erobert Rom.
Knut Hartwig starb im Februar 1977 im Alter von 85 Jahren.

## Filmografie
- 1933: Das häßliche Mädchen
- 1934: Ich für dich – Du für mich
- 1935: Glückspilze
- 1935: Oberwachtmeister Schwenke
- 1935: Der alte und der junge König
- 1935: Das Mädchen Johanna
- 1935: Die Saat geht auf
- 1936: Gleisdreieck
- 1938: Steputat & Co.
- 1939: Kennwort: Machin
- 1939: Ein ganzer Kerl
- 1939: Paradies der Junggesellen
- 1940: Kriminalkommissar Eyck
- 1940: Golowin geht durch die Stadt
- 1940: Falschmünzer
- 1940/42: Der große König
- 1941: Der Weg ins Freie
- 1942: Dr. Crippen an Bord
- 1942: Ein Windstoß
- 1942: Der große Schatten
- 1942: Die Entlassung
- 1943: Altes Herz wird wieder jung
- 1943: Damals
- 1944: Die Degenhardts
- 1944: Der Majoratsherr
- 1944: Träumerei
- 1944: Der Verteidiger hat das Wort
- 1944: Die schwarze Robe
- 1944: Der große Preis
- 1944/48: Das kleine Hofkonzert
- 1945: Die Brüder Noltenius
- 1945: Die Schenke zur ewigen Liebe
- 1945: Das Leben geht weiter
- 1945: Der Puppenspieler
- 1945: Kamerad Hedwig
- 1947: Ehe im Schatten
- 1947: Kein Platz für Liebe
- 1948: Und wieder 48
- 1949: Quartett zu fünft
- 1949: Die Kuckucks
- 1950: Dr. Semmelweis – Retter der Mütter
- 1950: Der Rat der Götter
- 1950: Der Auftrag Höglers
- 1959: Morgen wirst du um mich weinen
- 1960: Der Jugendrichter
- 1962: Das Geheimnis der schwarzen Koffer
- 1962: Café Oriental
- 1976: Asterix erobert Rom, als Ehrwürdiger

## Theater
- 1948: Ludwig Thoma: Moral (Rentier Beermann) – Regie: Peter Bejach (Volksbühne Berlin in der Kastanienallee)